# Kurt Blome
Kurt Blome, född den 31 januari 1894 i Bielefeld, Provinsen Westfalen, Preussen, Kejsardömet Tyskland, död den 10 oktober 1969 i Dortmund, Nordrhein-Westfalen, var en tysk läkare och Gruppenführer i SA. Under andra världskriget var han ställföreträdare åt Tredje rikets Rikshälsoledare (Reichsgesundheitsführer) Leonardo Conti.
Från år 1943 ledde Blome cancerforskningen i Tredje riket. Efter andra världskriget åtalades han vid Läkarrättegången, men han frikändes i brist på bevis.
År 1942 publicerade Blome boken Arzt im Kampf: Erlebnisse und Gedanken.